# Armand Abel
Armand Frédéric Charles Valère Abel (Uccle, 11 giugno 1903 – Aywaille, 31 maggio 1973) è stato un islamista belga.

## Biografia
Nel 1924 termina i suoi studi di Filologia classica nell'Università libera di Bruxelles. Accompagna quindi uno dei suoi Maestri in Egitto e il contatto con il mondo islamico determina la sua vocazione definitiva: lo studio dell'Islam e del suo pensiero.
È dapprima docente nell'ambito dell'insegnamento secondario nell'ateneo di Schaerbeek dal 1928 al 1953 anche se tiene corsi di lingua araba e d'islamistica per l'Institut des hautes études de Belgique. Avendo perfezionato le sue conoscenze linguistiche e della cultura islamica a Parigi (École normale supérieure, École des langues orientales vivantes e all'École pratique des hautes études), comincia a insegnare anche nell'Université libre de Bruxelles dopo aver sostenuto una tesi da agregé nell'insegnamento superiore.
Crea allora a Bruxelles, come pure all'Università di Gand un programma completo d'insegnamento islamistico e dirige diversi centri di ricerca sull'Islam contemporaneo. È stato anche membro di numerose società culturali di studio e ricerca, tra cui l'illustre Accademia nazionale dei Lincei, e partecipò per più di venti anni a tutti i grandi congressi internazionali d'Islamistica.
Fu anche redattore della The Encyclopaedia of Islam e della consorella Encyclopédie de l'Islam, per le quali redasse diversi lemmi d'interesse islamistico.

## La sua opera
L'opera di Armand Abel è assai diversificata e approfondita ma è possibile sintetizzare i grandi temi che egli ha affrontato nel corso della sua vita:
- L'archeologia musulmana
- La polemica islamo-cristiana
- La letteratura araba classica
- La scienza musulmana (alchimia, astronomia, scienze occulte e religiose)
- L'Islam contemporaneo (sociologia, economia, geografia regionale, politica internazionale del mondo musulmano)

## Opere scelte
La sua bibliografia completa comprende 109 titoli, fra cui:
- Ghaibi et les grands faïenciers égyptiens d'époque mamluke. Avec un catalogue de leurs œuvres conservées au Musée d'art arabe du Caire, Le Caire, 1930.
- Les enseignements des 1001 nuits, Bruxelles, 1939.
- Le Coran, Bruxelles, 1951.
- Le roman d'Alexandre, légendaire médiéval, Bruxelles, 1955.
- Les musulmans noirs du Maniéma, Bruxelles, 1960.
- L'apologie d'Al Kindi et sa place dans la polémique islamo-chrétienne, Roma, Accademia dei Lincei, 1964.
- Le Monde arabe et musulman, Bruxelles, 1968.
- "Gouvernés et gouvernants en terre d'Islam", in: Recueils de la Société Jean-Botin, 22, 1969, p. 355-389.
- Formation et constitution du roman d'Antar, Roma, Accademia dei Lincei, 1970.
- De l'alchimie arabe à l'alchimie occidentale, Roma, Accademia dei Lincei, 1971.